# Hestimodema
Genre
Hestimodema est un genre d'araignées aranéomorphes de la famille des Miturgidae.

## Distribution
Les espèces de ce genre sont endémiques d'Australie-Occidentale.

## Liste des espèces
Selon World Spider Catalog (version 17.5, 20/09/2016) :
- Hestimodema ambigua Simon, 1909
- Hestimodema latevittata Simon, 1909

## Publication originale
- Simon, 1909 : Araneae. 2e partie. Die Fauna Sudwest-Australiens, Jena, vol. 2, no 13, p. 152-212.